# 土耳其机械和化学工业公司

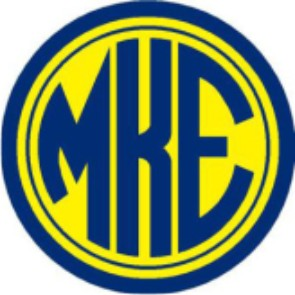
MKE的商标

土耳其机械和化学工业公司（土耳其語：Makine ve Kimya Endüstrisi），通常被称为Makina Kimya或简称MKE，是土耳其的一家国有工业制造公司，总部位于安卡拉。该公司成立于1950年3月15日，旨在为土耳其武装部队和国内市场提供国产军火及民用产品。

## 历史
担任土耳其国防工业领导者的机械和化学工业（MKE）股份公司有着悠久的的历史，可以追溯到15世纪的奥斯曼帝国，其名称和地位各不相同。该机构的核心是Top Foundry（大炮铸造厂），它由穆罕默德二世在征服伊斯坦布尔后创立。1908年，一位名为Tophane-I Amire的元帅领导了该机构.
在土耳其共和国建立的最初几年，国防工业没有真正的基础设施。基本设施由独立战争期间从被占领的伊斯坦布尔转移到安卡拉周围的安纳托利亚而形成的小作坊组成。1921-1924年在安卡拉成立了轻武器和大炮修理车间、木工和木工工厂、1928年在克勒卡莱成立了黄铜厂和电机厂、1929年在克勒卡莱成立了弹药厂、1931年在安卡拉工厂成立了卡亚西引信制造厂（Kayaş Kapsül Fabrikası）、1935年在安卡拉成立了Mamak防毒面具工厂，于1936年成立在克勒卡莱成立了钢铁厂和步枪火炮厂。
MKE Institution不仅在国防工业领域而且在其设施的民用领域实现了许多产品的土耳其首次国产。例如，由MKE Institution在1950年代生产的UĞUR 44是土耳其第一架单引擎飞机。第一个土耳其国产铁路钢轨轧制、钣金制品和黄铜材料生产、特种钢轧机、生铁和球墨铸铁铸造、电表生产、军用电池制造等。它成功地在许多领域开辟了新天地。此外，以引领新兴国家产业为己任的MKE Institution，Türk Traktör、Engine和Traktör Sanayi A.Ş （TÜMOSAN）、Türk Automobile Fabrikası A.Ş.成为相关著名的子公司。（TOFAŞ）, Türkiye Fertilizer Industry A.Ş. （TÜGSAŞ）等作为主要合作伙伴率先成立了重要的行业组织。
为了安全稳定地满足土耳其武装部队（TAF）的需求，根据1950年3月8日（已废除）第5591号法律成立了机械和化学工业机构，由国家全额资助。1982年，第105号法令（KHK）废除了上述法律，1984年6月18日第233号法令生效。此外，MKE机构从1950年以来一直是相关部委的工贸部撤出，2000年成为国防部下属的相关机构。截至2019年，MKE机构跻身土耳其100强工业企业之列。
2020年，该公司在土耳其国防工业组织中排名第四，在公共工业组织中排名第七。
2021年7月3日在土耳其官方公报上发布的一项法律，机械和化学工业公司转变为一家股份公司。

## 业务领域
MKE最初的主要产品包括MK2手榴弹、MKEK MPT-76突击步枪以及其他多种枪械和坦克炮弹等，这些产品为土耳其军队提供了必要的防卫能力。此外，MKE还从事汽车零部件、农业机械和工业化学品等民用产品制造。
随着时间的推移，MKE逐渐成长为土耳其最大的军火制造商之一。1977年，土耳其政府将MKE改组为全新的国有企业，并投资重新建造了市值大约3亿美元的研究与生产设施，使其能够更好地满足国内需求并开展出口业务。
在过去的几十年里，MKE的主要产品和服务已逐渐向各种交通工具（例如高速公路车辆和铁路车辆）以及工业化学品等领域拓展。该公司还积极拓展出口市场，向国际客户提供高质量的武器和军事设备。
现在MKE主要活动领域如下：
- 为军事需要生产、改装和修理各种武器、弹药、机器、系统和设备。
- 生产、改造和修理机器、材料、装置、机动和非机动车辆、设备和备件。
- 合作或参与国内外组织、项目、咨询工作，建立与活动领域相关的工厂，产生其他企业所需的能源。
- 制定许可、知识和类似协议。
- 在活动领域开展研究和开发活动。
- 建立与公司活动领域相关的各种新企业和合伙企业，并加入现有企业或清算现有机构、合伙企业和子公司。
- 收集、评估和使用政府机构、国有企业、合作伙伴和签订双边协议的国际企业报废的各种矿山、材料和设备。
- 进口和供应生产和销售所需的各种商品和材料。
- 从事贸易、出口和以出口为目的的进口。
- 必要时，在国内外开设办事处，设立代理机构、经销店和内部保险基金，代理保险业务。
- 开展与公司活动领域相关的其他活动。

## 相关业务部门[3]
截至目前，MKE拥有以下企业：
- MKE重型武器工廠理事會（克勒卡莱）
- MKE火藥廠理事會（克勒卡莱）
- MKE火箭和炸藥工廠理事會（安卡拉）
- MKE鋼鐵和黃銅工廠理事會（克勒卡莱）
- MKE Çankırı武器工廠理事會（坎基里）
- MKE Gazi Fişek工廠理事會（安卡拉）
- MKE引信廠理事會（安卡拉）
- MKE机械和技术工厂理事会（安卡拉）
- MKE弹药厂理事会（克勒卡萊）
- MKE军火厂理事会（克勒卡萊）
- MKE支持设施管理局（克勒卡萊）
- MKE回收厂理事会（安卡拉）
- 克勒卡萊回收局（Kırıkkale）
- Aliaga回收局（伊茲密爾）
- Seymen回收部門（Izmit）

## 产品

### 武器
- MKE MPT国家步兵步枪
- PMT-76/57A平台机枪
- JMK Bora-12狙击步枪
- KNT-76狙击步枪
- G3-A3/A4步枪
- HK33E-A2/A3步兵步枪
- MP5-A2/A3/K冲锋枪
- MTS-A2/A3带消音器步枪
- MKE T-41/43/50/94
- T40-R/R/R5榴弹发射器

### 火炮系统
- 155mm T-155 Fırtına榴弹炮武器系统
- Boran 105毫米空射轻型榴弹炮
- 76/62毫米海军炮
- M113电动装甲战车（E-ACV）
- 155毫米T-155黑豹榴弹炮
- 155毫米6x6亚武兹榴弹炮
- 105毫米M68坦克炮武器系统
- 20mm/35mm双管防空炮
- 107毫米多管火箭发射器
- 60毫米突击队迫击炮
- 120毫米HY1-12迫击炮

### 军民两用材料和设备
- 黄铜材料
- 钢铁材料
- 防毒面具

## MKE博物馆
MKE拥有2座相关博物馆：
- 位于安卡拉的MKE工業技術博物館
- 位于克勒卡莱的MKE武器博物馆